# Keesje, het diakenhuismannetje
Keesje, het diakenhuismannetje is een artistiek kunstwerk staande in het Siegerpark, Riekerpolder, Amsterdam Nieuw-West.
Het beeld van Jan Bronner maakt sinds 1998 deel uit van het beeldenpark van genoemd park. Het is een in brons gegoten voorstudie (derhalve van voor 1947, Bronner was jaren bezig met de beeldengroep) naar gipsen mal van het definitieve diakenhuismannetje dat onderdeel is van het Hildebrandmonument, dat in de Haarlemmerhout in Haarlem staat. Overigens bezit het Museum Beelden aan Zee in Scheveningen ook een Keesje. Keesje was een karakter uit de zedenroman Camera Obscura, die als wees nergens kon aarden. Volgens Dominique Salomons van Ons Amsterdam (2004) staat hij daarom een beetje verscholen in het bosachtige park en kijkt naar een uitgang. Volgens "Buitenkunst in Amsterdam" betreft het hier een “oude man” die zijn verdiende geld moest afdragen aan het diakenhuis.
Het beeld is bezit van het Stedelijk Museum Amsterdam, waarin de grote beeldengroep al in 1948 te zien was; het Stedelijk zou het in 1950 hebben aangeschaft. Het belandde na die tentoonstelling in een depot en werd in 1998 uitgeleend aan genoemd park.